# Sergei Mark Sergejewitsch Kossorotow
Sergei Mark Sergejewitsch Kossorotow (russisch Сергей Марк Сергеевич Косоротов; * 16. Juni 1999 in Moskau) ist ein russischer Handballspieler.

## Karriere

### Verein
Sergei Mark Kossorotow lernte das Handballspielen in der Sportschule Kunzewo. Über die Schule der Olympischen Reserve Nr. 2 (UOR Nr. 2) kam er 2017 zum russischen Erstligisten Medwedi Tschechow, mit dem er 2018, 2019, 2020 und 2021 die russische Super League, den russischen Pokal und den russischen Supercup gewann. Ab 2021 stand der zwei Meter große linke Rückraumspieler beim polnischen Erstligisten Wisła Płock unter Vertrag. Mit Płock gewann er 2022 und 2023 den polnischen Pokal. In der polnischen Liga wurde man Zweiter hinter Serienmeister KS Kielce. In der EHF European League 2021/22 erreichte man das Final Four und wurde Dritter. Ab dem Sommer 2023 lief er für den ungarischen Verein KC Veszprém auf. Mit Veszprém gewann er 2024 den ungarischen Pokal, 2024 und 2025 die ungarische Meisterschaft und 2024 die Vereinsweltmeisterschaft.
Zur Saison 2025/26 kehrte er nach Płock zurück.

### Nationalmannschaft
Mit der russischen Nationalmannschaft nahm Kossorotow an der Weltmeisterschaft 2019 (14. Platz), an der Europameisterschaft 2020 (22. Platz), an der Weltmeisterschaft 2021 (14. Platz) und an der Europameisterschaft 2022 (9. Platz) teil. Insgesamt bestritt er mindestens 48 Länderspiele, in denen er 147 Tore erzielte.

## Privates
Sein Vater ist der ehemalige Weltmeister im Judo Sergei Kossorotow. Seine Mutter, die ihm auch den zweiten Namen Mark gab, spielte selbst Handball. Sergei Mark probierte als Kind neben Judo auch Fußball, Volleyball, Futsal, Hockey, Golf und Darts.